# Placiphorella isaotakii
Placiphorella isaotakii is een keverslakkensoort uit de familie van de Mopaliidae. De wetenschappelijke naam van de soort is voor het eerst geldig gepubliceerd in 2008 door Saito, Fujikura & Tsuchida.